# Плешивец (Гадячский район)
Плешивец (укр. Плішивець) — село, в Плешивецком сельском совете Украины.
Код КОАТУУ — 5320485301. Население по переписи 2001 года составляло 808 человек.
Является административным центром Плешивецкого сельского совета, в который, кроме того, входят сёла Бакуты и
Тимофеевка.

## Географическое положение
Село Плешивец находится на правом берегу реки Псёл,
выше по течению на расстоянии в 4 км расположено село Каменное (Сумская область),
ниже по течению на расстоянии в 2,5 км расположено село Дучинцы,
на противоположном берегу — село Бобрик.
Река в этом месте извилистая, образует лиманы, старицы и заболоченные озёра.

## Известные уроженцы
Епископ Русской Православной Церкви— Парфений (Левицкий).

## Экономика
- ООО «Мрия».

## Объекты социальной сферы
- Детский сад «Мрия».
- Школа І—ІІ ст.
- Дом культуры.

## Достопримечательности
Покровская церковь — памятник архитектуры начала XX века работы архитектора И. С. Кузнецова.